# El mar, el mar
El mar, el mar (título original: The Sea, the Sea) es una novela de la autora irlandesa Iris Murdoch, publicada en 1978.
Es la decimonovena y más celebrada novela de la autora, ganadora del premio Booker en 1978 y considerada una de las obras maestras de la literatura inglesa del siglo XX.
En sus novelas, Murdoch expone extensamente las motivaciones que gobiernan a sus personajes: la vanidad, la envidia y la crueldad que se ocultan bajo los disfraces con los que se mueven por el mundo.
El mar, el mar es la crónica de las obsesiones y manías que habitan la mente de Charles Arrowby, un egocéntrico dramaturgo retirado, según las narra él mismo en las memorias que empieza a escribir cuando huye de Londres buscando tranquilidad y soledad, lejos del mundo del teatro y de su tormentosa vida sentimental. A pesar de la reclusión en su casa junto al mar a la que se quiere forzar, Arrowby se topa en la aldea a la que se retira con su primer amor, Mary Hartley Fitch, a la que no veía desde que ambos eran adolescentes. A partir de ahí, se obsesiona con ella, idealizando hasta extremos dramáticos su antigua relación con ella; y su incapacidad de reconocer el egoísmo y la megalomanía que se esconden bajo sus ideales románticos es el centro alrededor del cual gira la novela.

## Resumen de la trama
La historia comienza cuando el dramaturgo Charles Arrowby, después de una exitosa carrera, decide retirarse y mudarse de Londres a una casa en la costa, dentro de una pequeña aldea. En la primera parte de la novela (titulada Prehistoria) Charles relata, a modo de diario, sus tranquilas actividades en el mar, sus baños, sus experimentos gastronómicos; así como sus análisis y reflexiones sobre la vida que ha llevado, centrándose en sus fallidas relaciones sentimentales.
Pero todo cambia cuando Charles descubre que el amor de su infancia vive en la misma aldea. Es una mujer llamada Hartley, que abandonó a Charles cuando ambos eran adolescentes. Descubre que está casada con Benjamin Fitch, del cual se lleva una mala impresión. Arrowby se obsesiona con ella, idealizando su antigua relación, y toma la determinación de convencerla para escapar juntos y terminar su vida felices. Las cosas se complican más cuando aparece en escena Titus, el hijo adoptivo de los Fitch, que cree que Charles es su verdadero padre, y le cuenta que Ben ha vivido toda la vida con celos de Arrowby, culpando a Hartley de seguir secretamente en contacto con él, y convencido de que Titus es hijo de ambos. Es entonces cuando la obsesión de Charles llega a su culmen y, enloquecido por las negativas de Hartley a escapar con él, decide poner en práctica un plan, con la ayuda de Titus, para atraerla a su casa, donde la encierra esperando que con el tiempo se libere de su síndrome de Estocolmo y decida estar con él. Pero esta idea es infructuosa, pues Hartley sigue pidiendo que la deje marcharse en casa. Charles no entrará en razón hasta que vienen a visitarlo su primo James y sus amigos Peregrine y Gilbert, que le convencen para que devuelva a Hartley a su hogar. Charles accede, pero tras hacerlo su obsesión sigue en aumento, convencido de que Hartley irá con él tarde o temprano. Poco después le llega la noticia de que el matrimonio Fitch se ha mudado a Australia, acabando con todas sus esperanzas. El libro termina con un Arrowby dándose cuenta poco a poco de cómo había idealizado su amor por Hartley, y de que de lo único que estaba enamorado era de su propia juventud.

«How much, I see as I look back, I read into it all, reading my own dream text and not looking at the reality. (...) Yes of course I was in love with my own youth. (...) Who is one's first love?»

«Al mirar hacia atrás veo que gran parte de mi lectura de los hechos era la lectura de mi propio texto onírico, no una mirada vuelta sobre la realidad. (...) Sí, por supuesto que estaba enamorado de mi propia juventud. (...) ¿Quién es el primer amor de uno?»

## Personajes
- Charles Arrowby
- Mary Hartley Fitch
- Titus
- James Arrowby
- Benjamin Fitch
- Gilbert Opian
- Peregrine
- Rosina
- Lizzie

## Título
Según Peter J. Conradi, biógrafo de Iris Murdoch, la fuente original del título está en Jenofonte. Según la Anábasis del historiador griego, "¡El mar, el mar!" («¡θάλασσα! ¡θάλασσα!», «¡Thalassa! ¡Thalassa!») fue lo que gritaron, llenos de alegría, los componentes de la Expedición de los Diez Mil cuando, en el 401 a. C. divisaron el Mar Negro desde Trebisonda, lo que equivalía a su salvación.
Conradi afirma que la fuente directa del título es el poema Le Cimetiere Marin (El cementerio marino), de Paul Valéry. En la última estrofa hay un verso que cita a los griegos gritando: "La mer, la mer, toujours recommencėe" ("El mar, el mar, siempre recomenzando"). Murdoch cita este poema en varios de sus libros, y esta estrofa aparece completa al final del capítulo cuarto de su novela El unicornio (1963).

## Recepción
Sophia Martelli escribía en The Guardian: «Plagada de referencias literarias, pero capaz de ser disfrutada por sí misma, El mar, el mar resuena sobre todo a Próspero y La tempestad. Las —sutiles y llenas de humor negro— exploraciones sobre la vanidad humana y el autoengaño que emprende Murdoch se convierten periódicamente en olas de hilaridad, y Arrowby es una creación brillante: lleno de matices, intrigante y un narrador sospechoso, así como uno de los mejores estudios de personaje del siglo XX.».
Por el contrario, The New York Times opinaba que la voz de Arrowby no era lo suficientemente genuina, y que su mordacidad era poco convincente. A pesar de ello, concluye: «Pero qué inteligente es la señora Murdoch».